# دروم (نوعی رقص مازنی)
دُروم یا دورون یکی از رقص‌های مازندرانی است. واژه دروم در زبان مازندرانی به معنی دور گرفتن و چرخیدن است. این نوع رقص، ویژه غرب استان مازندران و منطقه کجور (نور و چمستان و نوشهر) و کلارستاق (چالوس و کلاردشت) است که به نحو شورانگیز و پرهیجان و پرتحرک، با حرکات موزون حماسی گونهٔ دست جمعی جوانان در مراسم عروسی همراه با سازهای سرنا و دسرکوتن و غَرنِه (امروزه بیشتر به همراه اُرگ) اجرا می‌شود. این رقص در گذشته یک رقص پهلوانی محسوب می‌شده‌است که قبل و بعد از مسابقات کشتی لوچو توسط کشتی گیران و تماشاگران انجام می‌شده‌است. این رقص امروزه در تمام نواحی مازندران و غرب گلستان رواج دارد.
به گفته فریده یوسفی زیرآبی رقص دروم دروم در جامعه کشاورزی معمولاً در جشن خرمن برگزار می‌شود. جشن شکرگزاری از نعمت و برکتی است که خداوند به کشاورزان اعطا نموده‌است.
رقص دروم معمولاً در مزارع و پس از برداشت محصول برگزار می‌شود و مردم دور هم جمع می‌شوند و جوانان و پهلوانان روستا برای شادی و مبارزه و زور آزمایی و گرفتن هدایا در این مراسم شرکت می‌کنند. در رقص دروم دروم که بصورت دست جمعی و چرخشی است دست‌ها و پاها به نماد شکرگزاریاز خداوند و برداشت محصول به آسمان بلند می‌شود. پس از رقص دروم دروم جوانان برای زور آزمایی کشتی محلی و بومی لوچو را برگزار می‌کنند. موسیقی دروم دروم سرنای مازندرانی به همراه دست دایره یا دهل است که برخی از ساز دوسرکوتن نیز استفاده می‌کنند و جمعیت در همراهی ساز دست می‌زنند.
رقص دروم دروم در آیین عروس بران (سوار کردن عروس بر اسب) نیز برگزار می‌شود که حالتی نمادین دارد و مردم برای همه جوانان و نوعروسان آرزوی خوشبختی می‌کنند.
در رقص دروم احساسات مردانگی موج می‌زند که ریتم خاص آن را دارای نظم و حرکات آن کاملاً هدفمند انتخاب و کنترل شده‌است.

## خصوصیات رقص دروم
رقص دروم در شهرهای غربی مازندران مرسوم است و بیشتر در مراسم جشن و شادی مردم این رقص را بر پا می‌کنند یا در مواقعی که مردم از کار روزمره فارغ شده و روزهای تعطیل به دور جنگل و چمنزار گرد هم جمع می‌شوند و این رقص سنتی که بسیار پرتحرک و شاد می‌باشد را انجام می‌دهند و لحظات شادی را برای تماشاچی فراهم می‌کنند. این رقص که انجام آن به بدنی آماده و ورزیده نیاز دارد شاید به نظر ساده باشد اما در عمل فرد متوجه می‌شود که حتی اگر ورزشکار هم باشد نمی‌تواند بیشتر از پنج دقیقه آن را انجام دهد. این رقص که حرکات آن بسیار نمادین و اسطوره ای می‌باشد در حدود چند صد سال در یوش، بلده، نور، چمستان، ناتل، رویان، کجور، کندلوس، مرزن آباد، فشکور، دلیر، الیت، تبرسو، لاهو، الیکا، چالوس و کلاردشت به چشم خورده‌است و احتمال می‌رود که مکان اصلی به وجود آمدن این رقص در این مناطق باشد. در این رقص که فرد اول با پریدن شروع به رقص می‌کند همراه با حرکات هماهنگ و موزون دست و پا بوده که البته تمام این پریدنها و حرکات موزون با سفت کردن عضلات همراه است به طوری که تا پایان رقص عضلات فرد رقاص سفت و سخت باقی می‌ماند و دشواری این رقص هم به این دلیل است. این پریدنها با موسیقی بسیار حائز اهمیت است. در این رقص هر بیننده ای متوجه می‌شود که که دروم شبیه به حرکات ورزشی و حتی سخت‌تر از آن است.

## علت ایجاد رقص دروم
چون مازندران در گذشته توسط سایر اقوام مهاجم مورد تهاجم بوده به این دلیل همیشه نیاز داشته که افراد جوان منطقه آمادگی بدنی کامل داشته باشند به همین دلیل کشتی‌های پهلوانی می‌گرفتند، این کشتی‌های پهلوانی که هنوز هم در مازندران مرسوم است و ما امروزه به نام لوچو locho و چک چیشت و میس میسی آن را می‌شناسیم. در دوره‌های گذشته، قبل از مراسم کشتی شروع به رقصیدن می‌کردند چون این رقص‌ها با موسیقی‌هایی همچون طبل، نی و دو سر کتن(doo sar keten) (دو سر کتن یک آلت موسیقی ضربی و سنتی است به این شکل که قیافه ای شبیه به دنبک دارد با این تفاوت که پایه آن به صورت لوزی در زمین کاشته می‌شود و بر سر آن که صفحه آن است ضربه می‌زنند) برگزار می‌شود که همکار جلب تماشاچی برای کشتی را انجام می‌دهد و هم نرمشی برای کشتی گیران که بعد از رقص شروع به کشتی پهلوانی می‌کردند که این رقص قبل کشتی برای به رخ کشیدن قدرت زور و بازو نسبت به فرد مقابل است و بعد از پایان یافتن کشتی، پیروزی فرد پیروز را با موسیقی خاص پیروزی جشن می‌گرفتند و فرد پیروز شروع به رقص می‌کرد تا قدرت خود را به دیگران ثابت کند که در ادامه جمعیت دور او با هم، هم راستا شده و شروع به رقص می‌کردند، اینگونه بود که هم وحدت می‌شدند و نوعی وحدت در پیروزی و جنگ را از قبل تمرین می‌کردند و از طرف دیگر همیشه سر حال و قبراق آماده دفاع از مرز وبوم خود بودند. در مراسم عروسی نیز این رقص را بر پا می‌کنند با این تفاوت که دو فرد کشتی گیرنده پدر و پسر می‌باشند که معمولاً پدر خود را به خاطر پسر زمین می‌زند تا پسر پیروز شود و رقصیدن را شروع کند که این کار پدر باعث می‌شود دختران جوان که نظاره گر این رقص هستند مرد مورد نظر خود را بیابند و با انداختن گلی در همان مراسم به طرف فرد پیروز که پهلوان آن معرکه خوانده می‌شود تمایل خود را به پسر نشان می‌دهند که اگر پسر به رقصیدن ادامه داد یعنی او نیز آن دختر را در نظر دارد و این گونه ابراز عشق می‌کند که با این حرکت در مراسم رقص پهلوانی افراد خانواده به خواستگاری دختر می‌رفتند، این رقص که در هر مراسم عروسی بر پا می‌شد خود مراسم عروسی دیگری را فراهم می‌کرد. رقص پهلوانی دروم در هر موقعیتی معنای خاص آن موقعیت را می‌گرفت مثلاً در مراسم عزا اگر فرد فوت شده جوان ناکامی باشد بر سر قبر او مراسم رقص را با موسیقی محزون بر پا می‌کنند که بسیار ناراحت‌کننده است چون نوعی تضاد به وجود می‌آید و مردم را به یاد روزهای شادی که با آن جوان سپری کرده‌اند می‌اندازد و گریه و زاری می‌کردند.